# 卡撒乡
卡撒乡，是中华人民共和国四川省阿坝藏族羌族自治州金川县下辖的一个乡镇级行政单位。

## 行政区划
卡撒乡下辖以下地区：
脚姆塘村、色尔岭村、巴拉塘村、马场村、猫碉村、布达村和三埂子村。